# 情報リテラシー
情報リテラシー（じょうほうリテラシー、英: information literacy）とは、情報と識字（リテラシー）を合わせた言葉で、情報を自己の目的に適合するように使用できる能力のことである。 
「情報活用能力」や「情報活用力」とも表現するが、文部科学省が定義する「情報活用能力」とは意味合いが異なる。また「情報＝IT」との連想やインターネットの利用時において情報リテラシーが要求される等の理由からコンピュータ・リテラシー、他にもITリテラシー(情報技術リテラシー、information technology literacy)、ネットリテラシーとの表現がある。しかし、以下に定義されるように、本来必ずしもコンピュータと直結するものではなく、情報モラルと大きく同じ意味だと認識されている。

## 概要
アメリカ図書館協会(ALA)が1989年に発表した最終報告書は、情報が必要とされるときに情報を効果的・効率的に(1)探し出し、(2)精査し、そして(3)使うことができる能力を保持する人のことを情報リテラシー能力を保持している人と定義する。また、Shapiro & Hughes (1996)による Information literacy as a liberal art は、現代におけるリベラルアーツと定義する。つまり、中世の大学における三科 (文法・論理・修辞) のように、現在の情報化社会において、コンピューターをただ使用するだけではなく、情報にアクセス、精査し、社会的、文化的、そして哲学的な状況・影響を知ることができる能力としている。
ニューヨーク州立大学では、修士・博士課程では絶対にあってはならない盗用も、情報リテラシー教育に含まれている。
北米においては、アメリカ図書館協会(ALA)の一部門である大学研究図書館協会 (ACRL)が「高等教育のための情報リテラシー能力基準」(Information literacy competency standards for higher education)(ACRL, 2000)を作成した。これを基に、オーストラリア・ニュージーランドの環境を加え、改変したのが Australian and New Zealand Institute for Information Literacy (ANZIIL) が2004年に発行した Australian and New Zealand Information Literacy Frameworkである。Australian and New Zealand Information Literacy Framework は、情報リテラシーが備わっている人には次の6つの要素が備わっているとする。下記6項目は原資料では細目に展開され、その中には「複数の情報源を使用しての意思決定」「他者の著作権・知的財産権への配慮」「他者の文化的背景等の尊重」等が記される。
1. 情報に対するニーズを認識し、必要とする情報の性質と範囲を決定できる。
2. 効果的に、そして、能率的に必要な情報を見付けられる。
3. 批判的に情報や情報探索過程を評価できる。
4. 収集した情報や自らの研究などから生み出された情報を管理できる。
5. より重要で新しい情報を適用して新しい概念や新しい理解を生み出せる。
6. 理解しながら情報を用い、情報を用いるということの周囲にある文化的・倫理的・経済的・社会的な問題を認識できる。

「財団法人社会経済生産性本部認定UBA能力試験」のウェブサイトにある「情報リテラシーとは」は以下の記述をする。
1. 情報は様々な形式で表されるため、情報リテラシーは、これまでの文字に代表される印刷物以外の媒体についても対象となる。
2. 文字の読み書き以外にも、視覚、聴覚、コンピュータ（携帯機器、ネットワークを含む）に関する能力などが含まれる。
3. 大きくは、情報を収める媒体に注目したメディア・リテラシーと、情報の高速多量の処理が可能なコンピュータに注目したコンピュータ・リテラシーに分けられる。

これらのことを踏まえると、「激しく変化する社会の中で生き抜くためには生涯学習が必須となり、そしてその方法をそれぞれが身に付けるためには情報リテラシー能力の獲得が必須となっているということ」、情報リテラシーとは、「私たちが社会生活を行っていく上で、媒体を問わずあらゆる情報に対する(1)情報ニーズを認識する能力(2)情報を発見・獲得する能力(3)情報及び情報探索過程を評価する能力(4)情報管理能力(5)情報に基づいて新たな理解を生み出す能力(6)情報の背後にある問題を認識する能力」であることが言えよう (『私たちの暮らしにとって情報リテラシーとは何か』より)。

## 情報リテラシーの日本的概念
日本では情報リテラシー理解は特有のものであり、国際的な理解とは異なる点がある。
日本では、情報機器を活用して情報社会を生きていく能力といったニュアンスで使われているようである。
図書館情報学者の根本彰は「情報リテラシー」の日本での理解とACRLによる定義（ACRL,2000）を比較、分析している。根本によれば、日本で理解されている「情報リテラシー」は、コンピュータシステムを利用する方法の習得であり、定型的な学習スキルを重視している。対して、ACRLによる定義における「情報リテラシー」は、情報環境全体から情報を得るための能力全般を指す。また、情報利用の認知的・評価的側面が重視されている。つまり、アメリカでは、図書館も含めた一般的な情報利用環境における情報のありようが問題とされており、コンピュータを用いた情報システムという情報環境だけを想定しているわけではない。また、利用するだけでなく、探索し、評価することに重点が置かれている。
また、インターネット利用について、日本とアメリカの情報リテラシー教育の違いがどのように現れているかにも違いがある。日本では、インターネットの技術的な部分やサービスの仕組みとそれを使用する方法に加え、セキュリティの問題、倫理的な問題、個人情報、著作権の保護についての一般的な注意を行う。対して、アメリカでは、技術的な部分は軽く済ませて、個々のサービスが何を提供するか、利用するためにはどのような方法があるのか、どのような情報が引き出せるのか、さらに情報の特性や利用方法の検討、内容のあり方、利用の仕方、内容の評価にまで踏み込む。

## 情報リテラシーにかかわる取り組みの経緯

### 世界全体にまたがる取り組み
情報リテラシー(Information Literacy)という言葉は、アメリカの情報産業協会会長のポール・ザコウスキー(Paul Zurkowski)が1974年に全米図書館情報学会議(NCLIS)にて発表した"The Information services environment, relationship and priorities ED 100391"で初めて使われた。ザコウスキーの講演では、市民の情報リテラシー向上のために民間セクターと図書館とが協力すべきことが提言された。
情報リテラシーという言葉が登場すると、デジタル情報社会においても図書館が利用者の知的プロセスに貢献することをアピールする概念として、図書館関係者を中心に発展した。
2002年、情報リテラシーのための活動への関心が世界規模で広まったため、国際図書館連盟(International Federation of Library Associations and Institutions, IFLA)内に設置されていた利用者教育ラウンドテーブル(the User Education Roundtable)が情報リテラシー分科会(Information Literacy Section, InfoLit)に拡充された。
2004年9月から2005年3月までのパブリックレビュー期間を経て、2006年に「生涯学習のための情報リテラシーガイドライン("Guidelines on Information Literacy for Lifelong Learning")」の最終ドラフトが作成・公開された。これは、IFLAのInfoLitが、情報リテラシープログラムを必要としている、あるいはこれから始めようとしている専門家に、実用的な枠組みを提供することを目的として作成したものである。情報リテラシーの概念や生涯学習との関連から、国際標準、組織としてどのように関わるか、アクションプランといった方針・手続き、学習に関する理論や、評価といった実践的な部分まで、段階を踏んでまとめられてる。

### 米国国内での取り組み
アメリカ図書館協会(American Library Association, ALA)内に設置された「ALA Presidential Committee on Information Literacy」の第1次報告において大綱が示され、1989年に同委員会からFinal Reportが発表されたのち、アメリカでは図書館での取り組みが進められていった。

### 日本国内での取り組み
日本で「情報活用能力」が公的に述べられたのは1986年の臨時教育審議会による『教育改革に関する第二次答申』が最初であるといわれている。その後文部省で1990年に『情報教育に関する手引き』が発行されたり、1992年に全国学校図書館協議会で『資料・情報を活用する学び方の指導』体系表がまとめられたり、1998年の小中学校学習指導要領の改訂の中で「生きる力の育成」が目玉とされ、その一環として情報活用能力が重要視されたりするなど、様々な取り組みが進められた。また、1998年に日本図書館協会から『図書館利用教育ガイドライン』が出版されたり、同年に京都大学で始まった全学共通科目「情報探索入門」で図書館が情報リテラシー教育支援の取り組みを行い、それが日本全国の大学へと広まっていくなどの経緯があった。90年代後半からインターネットの商用利用が拡大するとともに、業務能力の一環として捉えられるようになり、従来までの学究的な意味合いと区別するために、経済産業省、商工会議所などが「情報活用力」を用いるなど、同義語が拡大する傾向にある。
文部科学省は2003年から実施の後期中等教育の学習指導要項において、情報活用能力を育む新科目「情報」を設置した。また、2008年に中央教育審議会は、「学士課程教育の構築に向けて(答申)」を発表した。その中で、学士力(大学4年間で身につける学習成果)の汎用的技能(知的活動でも職業生活や社会生活でも必要な技能)として情報リテラシーが挙げられた。

## 見出し詐欺・煽りタイトルとITリテラシー問題
SNS時代には、「(記事の)タイトル」と「感想」がセットでインターネット上にシェアされる。そのため、本文記者の意に反するPV稼ぐための「見出し詐欺」や「煽りタイトル」をつけるWEB媒体編集者側のメディア・リテラシー、    情報リテラシー(インターネットリテラシー)が低いために本文など事実確認をせずに感想表明しだす「タイトルだけしか読んでない人たち」が問題になっている。
「Yahoo!ニュース」編集部はタイトルのせいで、万が一SNSで意図せずバズってしまった場合にはタイトル修正すると述べている。